# Niels Houman
Niels Houman (2 juli 1989) is een voormalig Belgisch voetballer die uitkwam voor KSKL Ternat. Hij was een centrale middenvelder.

## Carrière
Houmans voetbalcarrière begon bij HO Merchtem, waarna hij opgenomen werd in de jeugdafdeling van RSC Anderlecht. Houben schopte het tot bij de beloften van paars-wit, maar verkaste in januari 2009 naar OH Leuven. Het verblijf in Leuven duurde tot de zomer van 2009, waarop hij vertrok naar Verbroedering Meldert. 
In 2011 maakte hij een overstap naar KSL Ternat 